# آندرا (خواننده)
آندرا (انگلیسی: Andra؛ زادهٔ ۲۳ اوت ۱۹۸۶) موسیقی‌دان اهل رومانی است.